# 博古斯瓦夫·齐赫
博古斯瓦夫·齐赫（波蘭語：Bogusław Zych，1951年12月10日—1995年4月3日），波兰男子击剑运动员。他曾代表波兰参加1980年和1988年夏季奥林匹克运动会击剑比赛，其中1980年奥运会获得一枚铜牌。